# Ida Hulkko
Ida Hulkko (Mikkeli, 12 de diciembre de 1998) es una deportista finlandesa que compite en natación.
Ganó una medalla de plata en el Campeonato Europeo de Natación de 2021, en la prueba de 50 m braza.
Estudió el grado de Idioma Inglés en la Universidad de Tampere.

## Palmarés internacional
| Campeonato Europeo | Campeonato Europeo | Campeonato Europeo | Campeonato Europeo |
| Año                | Lugar              | Medalla            | Prueba             |
| ------------------ | ------------------ | ------------------ | ------------------ |
| 2021               | Budapest (Hungría) | Medalla de plata   | 50 m braza         |